# Casa Pujador
La Casa Pujador és una obra d'Olot (Garrotxa) protegida com a bé cultural d'interès local.

## Descripció
La façana està formada per dues parets. L'eix compositiu bascula pel costat de la torre de l'angle, de planta circular, que surt d'un gran boínder ubicat al primer pis. Als baixos hi ha comerços i sobre d'ells hi ha una sèrie d'arcs apuntats. Al primer pis hi ha una galeria amb columnes que sustenten arcs de mig punt rebaixats; als costats hi ha balcons amb petits arcs gòtics. Al tercer pis trobem finestres amb arcs de mig punt i la coberta és cònica. El principal material constructiu és la pedra.

## Història
La Plaça és configurada als segles XV i XVI. El que podem apreciar ara és el predomini de l'eclecticisme on sobresurten amb molta força la formulació gòtica i la modernista. L'edifici, a nivell urbanístic, constitueix un punt de referència important dins el context on està situat (al xamfrà de dos carrers i davant la placeta del Conill).